# Ebba Richert
Ebba Cecilia Richert, född 2 april 1904 i Jakobs församling, Stockholm, död 8 juli 1980 i Matteus församling, svensk författare. 
Hon var dotter till revisor Johan Richert, som kom från en släkt bestående av affärsmän och jurister, och Amanda Olsson från Gotland, vars släkt bestod av torpare och fiskare. Sina första år tillbringade hon på Gotland som fosterbarn efter att fadern avlidit och modern rest till Amerika för att arbeta. Under det första året i småskolan hämtade modern hem henne till Stockholm. 
Ebba Richert var verksam som journalist innan hon debuterade som författare 1937 med romanen Lejdeträsk. Romanen Ta hand om Ulla filmatiserades 1942 med Marianne Aminoff i rollen som Ulla. Även romanen Brödernas kvinna filmatiserades 1943 med Viveca Lindfors i huvudrollen.  Första romanen utspelades i Norrland, men de övriga romanerna handlar om Gotland och om beredskapstidens äktenskapsproblem.
Ebba Richert gifte sig första gången med Jo Guldemond. Därefter träffade hon sin andre man, Karl Hugogård, på Brunnsviks folkhögskola i Dalarna. De gifte sig år 1934. Med honom flyttade hon först till Robertsfors och senare till Stockholm. De adopterade sonen Jan.
Novellsamlingen Judasros, 1965. Vem är jag: en hänsynslös självbiografi är hennes trettonde bok. Undertiteln synes träffande. Just hänsynslöst gentemot sig själv avslöjar Ebba Richert sitt livs innersta hemligheter. Hon berättar om sitt första korta äktenskap som tog slut på bröllopsresan då hon övergavs på ett hotellrum i Paris och om den senare illegala aborten.